# GP Buchholz
El Gran Premio de Buchholz, fue una carrera ciclista disputada en Buchholz in der Nordheide en la Baja Sajonia, en Alemania.

## Palmarés
| Año       | Ganador               | Segundo            | Tercero             |
| --------- | --------------------- | ------------------ | ------------------- |
| 1989      | Jurgen Rodenbeck      |                    |                     |
| 1990      | Matthias Sterley      |                    |                     |
| 1991      | Rudi Kemna            |                    |                     |
| 1992      | Steffen Wesemann      | Uwe Preißler       | Dirk Nissen         |
| 1993      | Alexander Kastenhuber | Dan Radtke         | Henk Boeve          |
| 1994      | Steffen Rein          | Soren Monster      | Ralf Schöllhammer   |
| 1995      | Christian Andersen    | Danilo Klaar       | Vladiro Lotus       |
| 1996      | Lars Teutenberg       | Rudie Kemna        | Hagen Bernutz       |
| 1997      | Zbigniew Piątek       | Andreas Beikirch   | Lars Teutenberg     |
| 1998      | Erik Zabel            | André Korff        | Raphael Schweda     |
| 1999      | Rolf Aldag            | Corey Sweet        | André Korff         |
| 2000      | Danilo Hondo          | Frank Klein        | Steffen Wesemann    |
| 2001      | Jürgen Werner         | Andreas Kappes     | Raphael Schweda     |
| 2002      | Björn Schröder        | Christian Wegmann  | Stefan Kupfernagel  |
| 2003      | Jens Heppner          | Björn Schröder     | Bruno Risi          |
| 2004      | Danilo Hondo          | Ralf Grabsch       | Kasper Klostergaard |
| 2005      | Fabian Wegmann        | Jan Bratkowski     | Jens Voigt          |
| 2006      | Andreas Müller        | Philipp Mamos      | Bram Tankink        |
| 2007      | Fabian Wegmann        | Marcel Sieberg     | Steffen Wesemann    |
| 2008      | Björn Schröder        | Paul Voss          | Gerald Ciolek       |
| 2009      | No se disputó         | No se disputó      | No se disputó       |
| 2010      | Tino Meier            | René Birkenfeld    | Gerald Ciolek       |
| 2011-2012 | No se disputó         | No se disputó      | No se disputó       |
| 2013      | Alexander Schlenkrich | Frederik Prenzel   | Felix Reinken       |
| 2014      | Heinrich Berger       | Stefan Gaebel      | Stefan Lange        |
| 2015      | Yannick Grüner        | Sebastian Wotschke | Mathias Wiele       |
| 2016      | Florian Kretschy      | Gregor Hoops       | Hauke Wittern       |
| 2017      | Lucas Carstensen      | Tobias Tetzlaff    | Erik Mohs           |
| 2018      | Theo Reinhardt        | Dennis Klemme      | Jesper Aaskov       |
| 2019      | Paul Lindenau         | Theo Reinhardt     | John Kämna          |
| 2020      | Tobias Nolde          | Henri Uhlig        | Thorben Haushahn    |
| 2021      | Patryk Dąbski         | Jörn Irrsack       | Kai Spinneker       |
| 2022      | Lucas Carstensen      | Moritz Plambeck    | Fabian Schuppert    |